# Achille Polonara
Achille Polonara (Ancona, 23 de noviembre de 1991) es un jugador de baloncesto italiano que pertenece a la plantilla de la Virtus Bologna de la Lega Basket Serie A italiana. Con 2,03 de estatura, su posición natural en la cancha es la de alero.

## Trayectoria

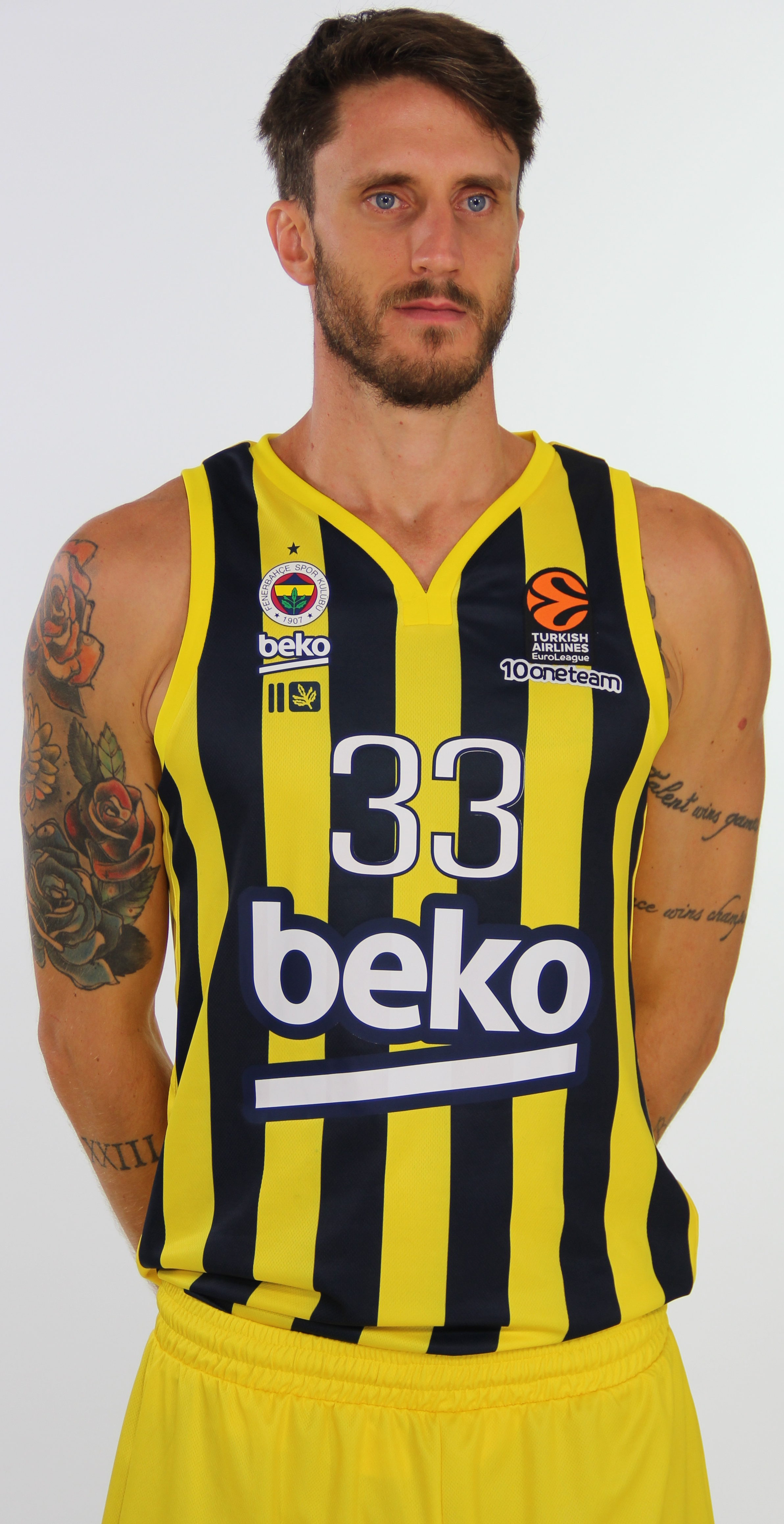
Polonara con Fenerbahçe en 2021.

Se formó en el Teramo Basket en el que jugaría desde 2008 a 2012, año en el que firma por Pallacanestro Varese para debutar en la Lega Basket Serie A.
Tras dos temporadas en Pallacanestro Varese, en 2014 firma por el Pallacanestro Reggiana de la misma categoría, en el que juega durante 3 temporadas.
En 2017, se compromete con Dinamo Basket Sassari con el que disputaría otras dos temporadas en la Lega Basket Serie A.
En verano de 2019, firma por Kirolbet Baskonia de la Liga Endesa en el que jugaría durante dos temporadas. En la temporada 2020-21, finaliza con unas medias de 11.3 puntos y 5.5 rebotes en la liga Endesa, y 12.1 puntos y 6.6 rebotes en la EuroLeague.
El 25 de junio de 2021, se confirma su fichaje por el Fenerbahçe de la Basketbol Süper Ligi.
El 7 de enero de 2023 anunció que dejaba el club turco. Ese mismo día firmó por el Žalgiris Kaunas de la Lietuvos krepšinio lyga lituana hasta final de temporada.
En julio de 2023 firma por dos temporadas con Virtus Bologna de la Lega Basket Serie A italiana. Donde nada más llegar gana la supercopa y en su segunda temporada la liga.</ref>

## Selección nacional
En septiembre de 2015 disputó el Eurobasket 2015, cuya fase final se disputó en Francia.
En verano de 2021, fue parte de la selección absoluta italiana que participó en los Juegos Olímpicos de Tokio 2020, que quedó en quinto lugar.
En septiembre de 2022 disputó con el combinado absoluto italiano el EuroBasket 2022, finalizando en séptima posición.
Durante agosto y septiembre de 2023 fue integrante de la selección de Italia que participó en el Mundial de 2023 celebrado en Asia, y que finalizó en octavo lugar.